# Oryctes politus
Oryctes politus är en skalbaggsart som beskrevs av Leon Fairmaire 1901. Oryctes politus ingår i släktet Oryctes och familjen Dynastidae. Inga underarter finns listade i Catalogue of Life.